# Синдром Скуміна
Синдром Скумі́на[джерело?] — специфічний симптомокомплекс порушень психічної діяльності, якій може виникати у пацієнтів після протезування клапанного апарату серця. Хвороба проявляється відчуттям тривоги, нав'язливими сумнівами у надійності імплантів, невиправданим страхом їхньої поломки, негативним ставленням до фізичних та психоемоційних навантажень, специфічним розладом сну, депресивним фоном настрою, підвищеною стомлюваністю, втратою здатності до тривалого розумового й фізичного зусилля. Уперше був описаний лікарем Віктором Скуміним у 1978 році як кардіопротезний психопатологічний синдром. Він має властиві тільки йому етіологію, патогенез, характерну клінічну картину, потребує специфічного підходу до запобігання та лікування. Своєчасна діагностика, терапія та профілактика дозволяють покращити стан здоров'я цієї категорії громадян, підвищити якість їхнього життя, ефективність реабілітації та соціально-трудової адаптації.

## Етіологія та патогенез

Схема будови серця людини

Етіопатогенетичними механізмами, які обумовлюють виникнення та розвиток синдрому, є три основні чинники:
- Функціонування чужорідного тіла в серці, що супроводжується акустичними явищами, внаслідок чого виникає патологічний зворотний зв'язок (серце — ЦНС), який забезпечується слуховим аналізатором, вібрацією протеза[1][2].
- Хірургічне поранення нервово-м'язового апарату серця, його кровоносно-судинної системи, порушення природних церебро-кардіальних зв'язків[3].
- Специфічні особливості психічного та соматичного стану людей, що страждають на вади серця — патологічно змінений «ґрунт»[4].

Існує думка, що основною причиною синдрому є порушення осциляторної функції серця, що виникають після протезування клапанів. Змінюються механічні властивості потоку крові, а разом з ними порушується процес передачі життєво важливої інформації від серця периферичним тканинам і, в першу чергу, ЦНС через механізми механотрансдукції.
Після імплантації в серце штучного мітрального клапана, або багатоклапанного протезування синдром Скуміна в оперованих виникає частіше.

## Клінічна картина

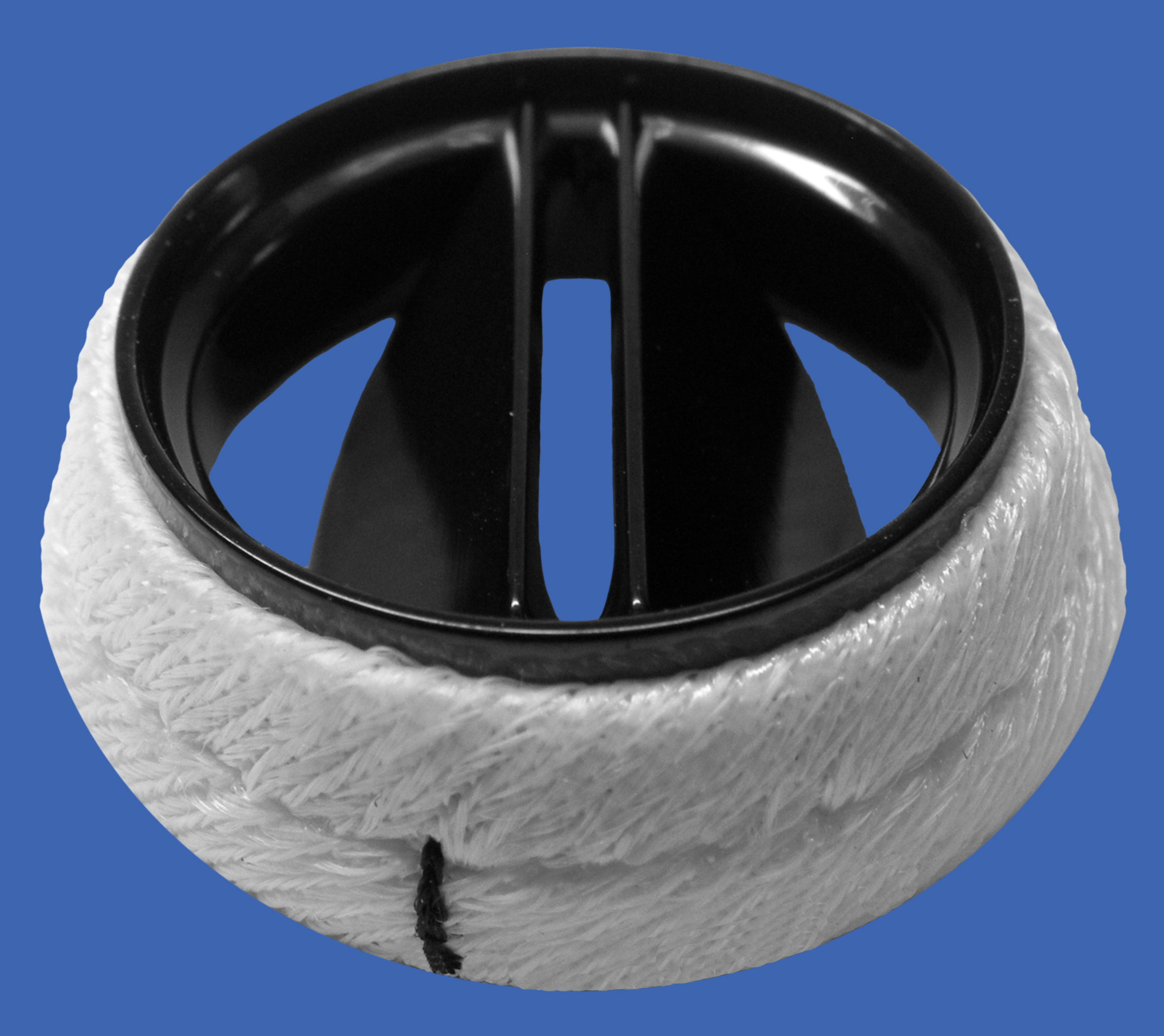
Двостулковий механічний серцевий клапан

Після хірургічного втручання та фізичної реабілітації пацієнтів з протезами клапанів серця працездатність оперованих значно зростає, однак кількість осіб, що повернулись до праці, нерідко навіть зменшується. Суттєва диспропорція між потенційними та фактичними можливостями соціальної реабілітації обумовлюється психічними розладами. Їх вивчення та корегування потребує компетентної уваги.
Нейропсихологічні та психопатологічні порушення в результаті кардіохірургічних операцій при екстракорпоральному кровообігу реєструються у більшості хворих і задокументовані вже з початку сучасної кардіохірургії. Попри велику кількість досліджень з цього питання, дані про захворюваність, феноменологію та тривалість симптомів значно розходяться.
На формування синдрому впливає характер граничних психічних розладів, які є в наявності у багатьох хворих, що надходять на протезування кардіальних клапанів.
На клінічну картину впливають також психотравмуючий характер кардіохірургічної ситуації в передопераційний період та своєрідна «психологічна дестабілізація» після імплантації.
Кардіохірургічна ситуація — це стан, в якому пацієнт невідкладно повинен зробити остаточний вибір — дати згоду на операцію, яка відкриває перспективу відновлення здоров'я, але одночасно є безпосередньою загрозою для життя, або відмовитися, усвідомлюючи, що хвороба неминуче буде прогресувати, а кардіохірургічна корекція може в майбутньому стати неможливою через незворотність порушень соматичного здоров'я.
«Психологічна дестабілізація» виникає внаслідок послаблення психологічної установки боротьби за життя, яка домінує у передопераційний та найближчий післяопераційний періоди. Попри позитивну динаміку соматичного статусу після хірургічного втручання, пацієнти заявляють про погіршення самопочуття, виказують сумніви що до успіху зробленої операції. Це сприяє виникненню та фіксації уваги на соматичних відчуттях, роботі імплантатів.
Синдром має досить чітку клінічну картину і типову динаміку (фазність). Відзначається характерна зміна основного психопатологічного радикала. Спочатку переважають сенестопатіческі-іпохондричні, потім обсесивно-фобічні порушення, і згодом виникає стійкий анксіозно-депресивний стан. У ряді випадків значно погіршуються інтелектуально-мнестичні функції.
Мислення, поведінка оперованих поступово змінюються. Увага концентрується на роботі протеза. Виникають незвичні відчуття з боку серця, нав'язливі побоювання що до можливості поломки штучних клапанів, їхнього відриву від м'яза серця. З'являються пригнічений настрій, почуття особливої тривоги, суму, безвихідності — як жити з «залізякою» у серці, з протезом у «моторі життя». Можливі суїцидальні тенденції.
Пацієнти схильні берегти себе від найменшого фізичного та психоемоційного навантаження, вводячи неадекватні режими самообмеження. Вони уникають піших прогулянок, занять лікувальною фізкультурою, інших адекватних навантажень, гадаючи, що таким чином зможуть запобігти передчасному зносу імплантата.
Специфічні розлади сну спостерігаються у багатьох пацієнтів. Вночі через стук штучного клапана вони не в змозі заснути, годинами прислуховуючись до роботи серця, підраховуючи кількість екстрасистол, відмічаючи найменші зміни ритму та мелодії імплантованого протеза. Вдень же, навіть за незручних для сну обставин, можуть міцно спати.
Для неврологічного статусу оперованих характерні головний біль, запаморочення, оніміння і похолодання кінцівок, біль в області серця і за грудиною, задуха, швидка стомлюваність, задишка, що посилюється при фізичній напрузі, слабкість конвергенції, зниження корнеальних рефлексів, гіпотонія м'язів, зниження періостальних і сухожилкових ві́друхів, розлади свідомості, частіше у вигляді непритомності, що вказують на порушення кровообігу в системі хребетних і базилярних артерій і в басейні внутрішньої сонної артерії.

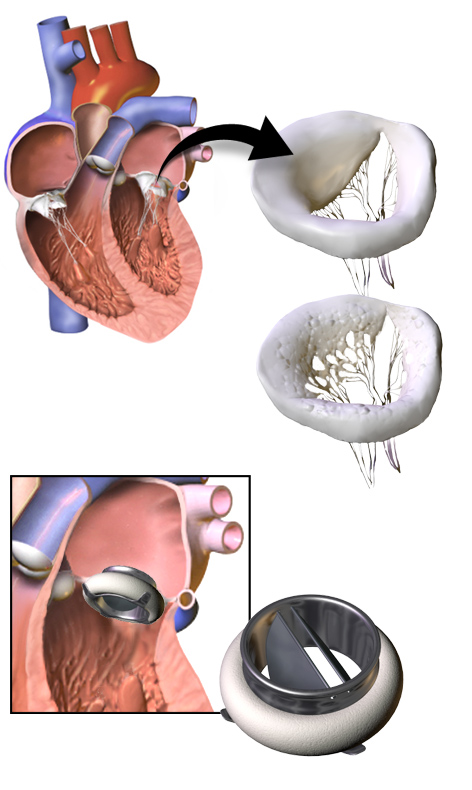
Рендеринг механічного клапана серця

## Загальні принципи лікування
Терапія даної нозологічної форми психопатологічних розладів здійснюється у комплексі з іншими лікувально-відновлювальними заходами, які проводяться з приводу основного захворювання. Основним способом лікування вважається психотерапія. Рекомендуються, зокрема, такі її методи як поведінкова і когнітивна, а також психоаналіз.
Структура психотерапевтичної допомоги, за автором, складається з чотирьох етапів: підготовчого, седативно-мобілізуючого, активної психосоціальної реадаптації та підтримуючо-корегуючого.
Для вирішення завдань застосовуються такі психотерапевтичні прийоми як раціональна, переконуюча, стимулююча, ландшафтопсихотерапія, лібропсихотерапія, недирективна, гіпносуггестивна, моральна ортопедія аретепсихотерапія та ін.
Психосоціальній адаптації сприяють гуртові заняття, тематика котрих найактуальніша для пацієнтів: «Здоровий спосіб життя після протезування клапанів серця», «Психологічні механізми одужання», «Абетка психологічного загартовування», «Фізична активність та серце», «Основи раціонального харчування осіб з протезами клапанів серця», «Праця — запорука активного довголіття» та ін..
Значна роль психотерапії в лікуванні синдрому не виключає застосування психофармакологічних препаратів, хоча необхідно пам'ятати про кардіотоксичну дію декотрих з них. Добре зарекомендувала себе розроблена в науково-дослідному інституті академіка М. М. Амосова спеціальна мікстура, яка складається з горицвіту, глоду, валеріани, пустиннику, евкаліпта, м'яти перцевої та шипшини.

### Відео
- Кардиопротезный психопатологический синдром (рос.). youtube.com.
- What is MITRAL VALVE REPLACEMENT? What does MITRAL VALVE REPLACEMENT mean? (англ.). youtube.com.
- Амосов першим провів протезування клапана на серці. 24 канал. Архів оригіналу за 11 жовтня 2015. Процитовано 15 березня 2021.